# 래리 헤니그

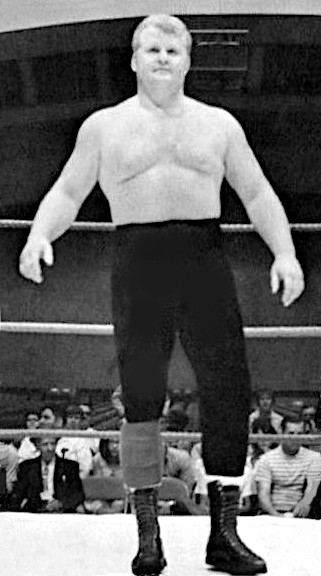

로런스 헨리 헤니그(Lawlance Henry Hennig , 1936년 6월 18일 ~ 2018년 12월 6일)은 미국의 프로레슬링선수다. 아들 커트 헤니그와 손자 죠 헤니그도 모두 프로레슬러선수다. 키는 195cm 몸무게는 150kg이다.

## 수상
- AWA 미드웨스트 태그팀 챔피언 1회 - 라스 앤더슨
- AWA 월드 태그팀 챔피언 4회 - 듀크 호프먼 (1회) , 할리 레이스 (3회)
- NWA 브레스 너클 챔피언 - 1회 (아말리오 버전)
- NWA 퍼시픽 노쓰웨스트 태그팀 챔피언 1회 - 커트 헤닉 (1회)
- IWA 태그팀 챔피언 1회 - 밥 윈덤